# Banque nationale de Croatie
Pour les articles homonymes, voir HNB.
La Banque nationale de Croatie (en croate : Hrvatska narodna banka, HNB) est la banque centrale de la République de Croatie et fait partie du Système européen de banques centrales. Fut ensuite la banque centrale croate jusqu'en 2022, émettant le dinar croate jusqu'en 1994, puis la kuna croate jusqu'à l'adoption de l'euro par la Croatie le 1er janvier 2023.

## Histoire
Créée à l'origine en 1972 dans le cadre de la décentralisation de la Banque nationale de Yougoslavie, elle est devenue une banque centrale à part entière fin 1991 avec l'indépendance de la Croatie.
Le 21 décembre 1990, la Constitution croate, définie à l'article 53, a désigné la Banque nationale comme banque centrale de la Croatie et a défini ses responsabilités : « La Banque nationale est la banque centrale de la République de Croatie. Elle est responsable, dans le cadre de ses droits et devoirs, de la stabilité de la monnaie et de la liquidité des paiements, tant à l'intérieur qu'à l'extérieur du pays. Elle est indépendante dans ses activités et responsable devant le Parlement croate. Ses bénéfices sont versés au budget de l'État croate. La situation de la Banque nationale est fixée par la loi. » Conformément à cette disposition, la Banque nationale a été créée en vertu du droit croate par le règlement gouvernemental du 23 décembre 1991, une loi provisoire rendue permanente par la loi de novembre 1992.
En juin 1995, avant même la fin de la guerre d'indépendance croate, la Banque nationale a organisé la première Conférence économique de Dubrovnik (DEC), un événement annuel qui s'est tenu sans interruption depuis lors, y compris en 2020 pendant la pandémie de COVID-19.
Par des amendements à la Constitution croate en 1997, l'ancien nom de la Banque, Banque nationale de Croatie (en croate: Narodna banka Hrvatske), a été changé en Banque nationale croate (en croate : Hrvatska narodna banka).  Également en 1997, la CNB est devenue membre à part entière de la Banque pour les affaires internationales. Règlements: 10 La restructuration du secteur bancaire s'est produite tout au long des années 1990, aboutissant à la démission de tous les membres du Conseil de la CNB dirigé par le gouverneur Marko Škreb en juillet 2000 en réponse au refus du Parlement croate d'accepter son rapport pour 1998 et le premier semestre 1999.

## Fonctions
La HNB a pour principaux objectifs de maintenir la stabilité des prix et soutenir la politique économique du gouvernement croate. Elle gère la monnaie nationale (l'euro), les billets et les pièces de monnaie, et détient les réserves monétaires nationales.
La Banque nationale de Croatie devient membre de l’Eurosystème le 1er janvier 2023, lors de l'entrée de la Croatie dans la zone euro.

## Gouverneurs
| Rang | Nom               | Mandat                        |
| ---- | ----------------- | ----------------------------- |
| 1er  | Ante Čičin-Šain   | (août 1990 – mai 1992)        |
| 2e   | Pero Jurković     | (juin 1992 – février 1996)    |
| 3e   | Marko Škreb       | (mars 1996 – juillet 2000)    |
| 4e   | Željko Rohatinski | (Juillet 2000 – juillet 2012) |
| 5e   | Boris Vujčić      | (8 juillet 2012 – présent)    |

### Référénces
1. ↑  (en) « Gold Reserves by Country », sur World Gold Council, 3 juin 2025 (consulté le 14 juin 2025)
2. ↑  (en) European Central Bank, « National supervisors », www.bankingsupervision.europa.eu,‎ 29 décembre 2022 (lire en ligne, consulté le 14 juin 2025)
3. ↑  (hr) « Ustav Republike Hrvatske », sur narodne-novine.nn.hr (consulté le 14 juin 2025)
4. ↑  (en) « Thirty Years of Challenge » [PDF], 2021
5. ↑  (hr) « O Hrvatskoj narodnoj banci » [archive du 26 novembre 2012], sur hnb.hr (consulté le 14 juin 2025)